# MaLisa Stiftung
Die MaLisa Stiftung ist eine 2016 gegründete Stiftung bürgerlichen Rechts, deren Ziel eine freie Gesellschaft ist. Die Darstellung von Rollenbildern in audiovisuellen Medien ist ein Schwerpunkt der Stiftungsarbeit.

## Stiftung
Die MaLisa Stiftung wurde 2016 von der Ärztin und Schauspielerin Maria Furtwängler und ihrer Tochter Elisabeth Burda Furtwängler, die als Musikerin unter dem Künstlernamen Kerfor arbeitet, gegründet. Der Name der Stiftung setzt sich aus den Vornamen der Gründerinnen zusammen. Bereits 2011 gründeten beide mit Unterstützung von German Doctors und einer lokalen Hilfsorganisation auf den Philippinen MaLisa Home, das Mädchen und jungen Frauen einen Weg aus Menschenhandel und Zwangsprostitution ermöglicht. Damit ist es der Stiftung möglich, sich auch auf internationaler Ebene für die Rechte von Frauen einzusetzen. In Deutschland setzt sich die Stiftung unter anderem mit der Unterrepräsentation von Frauen und Darstellung von tradierten Rollenbildern in audiovisuellen Medien auseinander und tritt für eine Stärkung von Frauen und Mädchen ein. Die MaLisa Stiftung, mit Sitz in München, wird von der Sozialwissenschaftlerin Karin Heisecke geleitet.
Die bisher von der MaLisa Stiftung in Zusammenarbeit mit dem Institut für Medienforschung der Kommunikations- und Medienwissenschaftlerin Elizabeth Prommer veröffentlichten Studien befassen sich mit Diversität in Film, Fernsehen und Streaming sowie mit der weiblichen Inszenierung auf Social-Media-Plattformen und der Geschlechterverteilung in der Berichterstattung in der COVID-19-Pandemie.
In der Studie Audiovisuelle Diversität (2017) wurden 3.500 Stunden Fernsehprogramm und über 800 deutschsprachige Kinofilme ausgewertet. Das Ergebnis: Nur ein Drittel der Rollen sind mit Schauspielerinnen besetzt. Außerdem fällt jeder zweite Film beim Bechdel-Test durch, da weniger als zwei Frauen auftreten und sie namenlos sind, diese Frauen nicht miteinander reden und falls doch, dann Männer das Gesprächsthema sind.
Die MaLisa Stiftung erhielt den Soroptimist Deutschland Preis 2021 für ihr „Engagement für die gesellschaftliche Gleichstellung aller Geschlechter“. Das Preisgeld in Höhe von 15.000 floss in eine Studie zur Darstellung von Gewalt gegen Frauen in den audiovisuellen Medien.

## Studien
- Studie zur Geschlechtervielfalt in der Musikwirtschaft und zur Musiknutzung, in Kooperation mit Keychange, 2021[7]
- Alles so schön bunt hier, 2020[8]
- Wer wird in Krisenzeiten gefragt?, 2020[9]
- Weibliche Selbst-Inszenierung in den neuen Medien, 2017[10]
- Audiovisuelle Diversität?, 2017[11] und 2021[12]

## Auszeichnung
- Soroptimist Deutschland Preis 2021